# Luís Dialisson de Souza Alves
Luís Dialisson de Souza Alves, detto Apodi (Apodi, 13 dicembre 1986), è un calciatore brasiliano, difensore del Brasiliense.